# سلمين عمور
سلمين عمور (مواليد 1942) سياسي تنزاني شغل منصب رئيس زنجبار من 25 أكتوبر 1990 إلى 8 نوفمبر 2000. انتخب في عام 1990 كمرشح وحيد وحصل على 98 بالمائة من الأصوات. في أول انتخابات تعددية في تنزانيا عام 1995 اتُهم عمور بتزوير الانتخابات الرئاسية الزنجيبارية من قبل زعيم المعارضة سيف شريف حماد.